# 漆剛
漆剛，江西景德镇人，中国近代政治人物。
毕业于北京大学。民国20年（1931年），擔任中华民国遵义府婺川縣縣長。后由鄔治元接任。